# Královopolský tunel (železniční)
Královopolský tunel je železniční tunel č. 220 na katastrálním území Královo Pole na železniční trati Brno – Havlíčkův Brod mezi zastávkou Brno-Lesná a stanicí Brno-Královo Pole v km 7,735–7,823.

## Historie
Výstavba trati byla zahájena v roce 1938 a po přerušení druhou světovou válkou pokračovala v roce 1948. Celá trať byla zprovozněna jako novostavba v roce 1953, kdy nahradila tři místní dráhy z přelomu 19. a 20. století. Na trati se nachází celkem osm tunelů (Obřanský, Cacovický, Husovický, Královopolský, Loučský, Lubenský, Níhovský a Havlíčkobrodský). V průběhu druhé světové války sloužily nedostavěné tunely Cacovický a Husovický jako sklady pro leteckou výrobu. Královopolský tunel sloužil jako sklad a protiletecký kryt pro zaměstnance Královopolské strojírny. Do provozu byl uveden 9. prosince 1953. V roce 2015 byla trať revitalizována.

## Geologie a geomorfologie
Oblast se nachází v geomorfologické oblasti Brněnská vrchovina s celkem Drahanská vrchovina, podcelek Adamovská vrchovina, okrsek Soběšická vrchovina. Z geologického hlediska je tvořena především granodiority.

## Popis
Dvojkolejný tunel byl postaven na železniční trati Brno – Havlíčkův Brod mezi pozdější zastávkou Brno-Lesná a stanicí Brno-Královo Pole. Byl budován v období 1941–1943 v otevřeném zářezu firmou Kapsa a Müller z Prahy.
Tunel leží v nadmořské výšce 220 m a je dlouhý 88 m.